# Taracena
Taracena es una pedanía del municipio de Guadalajara, situada al nordeste de la capital, entre la autovía A-2 y la autopista radial R-2.

## Geografía
Geográficamente se encuentra en el glacis del relieve tabular de la Alcarria al pie del páramo a las faldas del pico del Águila y en la vaguada del arroyo de la Vega de Torija. Se encuentra muy cerca de otros pueblos, como lo son Iriepal y Valdenoches, además de estar a escasos kilómetros de Guadalajara
| Noroeste: Guadalajara | Norte: Tórtola de Henares | Nordeste: Valdenoches |
| Oeste: Guadalajara    |                           | Este: Valdenoches     |
| Suroeste: Guadalajara | Sur: Iriépal              | Sureste: Iriépal      |

## Historia
Los orígenes de Taracena se remontan probablemente a la época celtibérica. Adolf Schulten la identificó con el asentamiento de Caraca. En sus inmediaciones se han hallado restos de época romana: un glande de plomo del siglo I a. C. y un tesoro de denarios.
En la Edad Media, Taracena formó parte de la Comunidad de villa y tierra de Guadalajara. En el Fuero de 1133 formaba parte del alfoz de Guadalajara.
En el censo de Pecheros de 1528, en el que no se contaban eclesiásticos, hidalgos y nobles, se registra la existencia 90 pecheros, es decir unidades familiares que pagaban impuestos.
En 1575 había 113 vecinos, nueve de ellos labradores, y el resto, jornaleros o tejeros, según las Relaciones topográficas de Felipe II.
Hacia mediados del siglo XIX, el lugar tenía contabilizada una población de 371 habitantes. La localidad aparece descrita en el decimocuarto volumen del Diccionario geográfico-estadístico-histórico de España y sus posesiones de Ultramar de Pascual Madoz de la siguiente manera:

TARACENA: v. con ayunt. en la prov. y part. jud. de Guadalajara (1 leg.), aud. terr. de Madrid (11), c. g. de Castilla la Nueva, dióc. de Toledo (23). sit. en llano, con buena ventilacion y saludable clima. Tiene 90 casas; la consistorial con cárcel; escuela de instruccion primaria frecuentada por 30 alumnos, dotada con 1,100 rs.; una igl. parr. (la Purísima Concepcion) servida por un cura y un sacristan. térm.: confina con los de Tórtola, Iriepal, Valdenoches y Guadalajara. El terreno, llano en su mayor parte, es de buena calidad; le baña el r. Henares, que pasa formando el límite N. caminos: los locales de herradura y las carreteras de Zaragoza y Logroño. correo: se recibe y despacha en Guadalajara por un balijero. prod.: trigo, cebada, centeno, aceite, vino, toda clase de legumbres y buenos pastos, con los que se mantiene ganado lanar, vacuno, mular y asnal; hay caza de perdices y liebres. ind.: la agrícola y un molino aceitero. pobl.: 91 vec., 371 alm. cap. prod.: 2.794,800 rs. imp.: 139,74O. contr.: 13,252.
(Madoz, 1849, p. 590)

El 18 de febrero de 1969 perdió su autonomía, incorporándose al municipio de Guadalajara.

## Demografía
| Gráfica de evolución demográfica de Taracena entre 1842 y 1960 |
| |
| Población de derecho según los censos de población del INE Población de hecho según los censos de población del INEEntre el censo de 1970 y el anterior, este municipio desaparece porque se integra en el municipio Guadalajara |

| Evolución de la población según los censos | Evolución de la población según los censos | Evolución de la población según los censos | Evolución de la población según los censos | Evolución de la población según los censos | Evolución de la población según los censos | Evolución de la población según los censos | Evolución de la población según los censos | Evolución de la población según los censos | Evolución de la población según los censos | Evolución de la población según los censos | Evolución de la población según los censos | Evolución de la población según los censos | Evolución de la población según los censos |
| 1857                                       | 1860                                       | 1877                                       | 1887                                       | 1897                                       | 1900                                       | 1910                                       | 1920                                       | 1930                                       | 1940                                       | 1950                                       | 1960                                       | 2001                                       | 2010                                       |
| ------------------------------------------ | ------------------------------------------ | ------------------------------------------ | ------------------------------------------ | ------------------------------------------ | ------------------------------------------ | ------------------------------------------ | ------------------------------------------ | ------------------------------------------ | ------------------------------------------ | ------------------------------------------ | ------------------------------------------ | ------------------------------------------ | ------------------------------------------ |
| 392                                        | 414                                        | 334                                        | 268                                        | 297                                        | 282                                        | 295                                        | 293                                        | 299                                        | 323                                        | 317                                        | 346                                        | 348                                        | 426                                        |

## Economía
La economía de Taracena se basa en la agricultura y una fábrica de caolín situada en el extremo suroeste de la localidad. Parte de su población corresponde a su condición de localidad dormitorio de Guadalajara. Antiguamente también había una importante comunidad artesana.

## Arquitectura

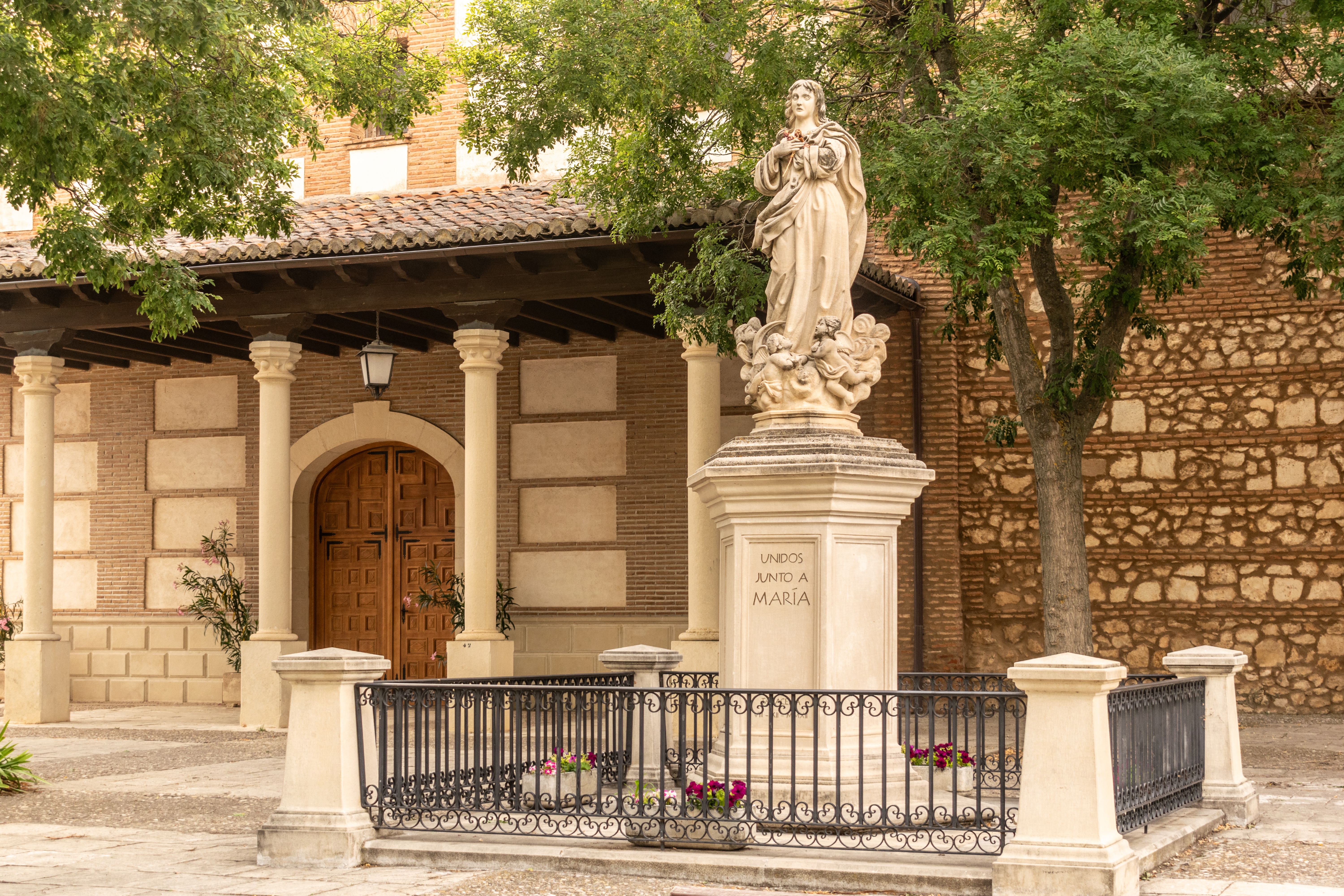
Iglesia Inmaculada Concepción.

Entre la arquitectura de Taracena destaca la iglesia de la Inmaculada Concepción del siglo XVII, con ábside circular y espadaña. También cuenta con una ermita a 1 kilómetro de Taracena data del siglo XX, en honor a la patrona la Virgen del Valle, antiguamente hubo otra ermita la cual fue destruida en la guerra civil, junto con la primera talla de la Virgen del Valle.

## Turismo
Taracena forma parte de la ruta "Ramal de Álvar Fáñez" del Camino del Cid. Este itinerario recuerda el ataque rápido de Álvar Fáñez. Según el Cantar de mío Cid, mientras el Cid tomaba Castejón, su lugarteniente, acompañado por doscientos caballeros, saqueó la ribera del Henares hasta llegar a las puertas de Alcalá de Henares, pasando por Hita y Guadalajara.
Actualmente Taracena forma parte del proyecto de la ruta de las botargas, cuenta con su botarga en honor a San Ildefonso que sale el día 23 de enero.

## Política
Taracena es una pedanía o barrio anexionado de Guadalajara, por lo que depende administrativamente de su Ayuntamiento. Desde 1991, el alcalde de Guadalajara tiene un representante, elegido por sufragio universal. Desde julio de 2018 no hay. 
| Alcalde                     | Legislatura | Partido                           |
| --------------------------- | ----------- | --------------------------------- |
| Luis Benito Camarillo       | 1991-1995   | Independiente                     |
| Luis Benito Camarillo       | 1995-1999   | Partido Popular                   |
| Luis Benito Camarillo       | 1999-2003   | Partido Popular                   |
| Luis Benito Camarillo       | 2003-2007   | Partido Popular                   |
| Antonio Chiloeches Cuadrado | 2007-2012   | Partido Socialista Obrero Español |
| Juan Pedro Camarillo        | 2012-2016   | Partido Popular                   |
| María Belén Sánchez         | 2016-2018   | Independiente                     |

| Elecciones de alcaldes pedáneos de 1991 | Elecciones de alcaldes pedáneos de 1991 | Elecciones de alcaldes pedáneos de 1991 | Elecciones de alcaldes pedáneos de 1991 |
| Candidato                               | Partido                                 | Votos                                   | %                                       |
| --------------------------------------- | --------------------------------------- | --------------------------------------- | --------------------------------------- |
| Luis Benito Camarillo                   | Independiente                           | 88                                      | 50,57                                   |
| Lourdes Calvo Cuadrado                  | Independiente                           | 86                                      | 49,43                                   |

| Elecciones de alcaldes pedáneos de 2003 | Elecciones de alcaldes pedáneos de 2003 | Elecciones de alcaldes pedáneos de 2003 | Elecciones de alcaldes pedáneos de 2003 |
| Candidato                               | Partido                                 | Votos                                   | %                                       |
| --------------------------------------- | --------------------------------------- | --------------------------------------- | --------------------------------------- |
| Luis Benito Camarillo                   | Partido Popular                         | 117                                     | 54,67                                   |
| Antonio Ayuso                           | Partido Socialista Obrero Español       | 97                                      | 45,33                                   |

| Elecciones de alcaldes pedáneos de 2007 | Elecciones de alcaldes pedáneos de 2007 | Elecciones de alcaldes pedáneos de 2007 | Elecciones de alcaldes pedáneos de 2007 |
| Candidato                               | Partido                                 | Votos                                   | %                                       |
| --------------------------------------- | --------------------------------------- | --------------------------------------- | --------------------------------------- |
| Antonio Chiloeches Cuadrado             | Partido Socialista Obrero Español       | 112                                     | 52,83                                   |
| Beatriz Rodríguez Calvo                 | Partido Popular                         | 100                                     | 47,17                                   |

| Elecciones de alcaldes pedáneos de 2012 | Elecciones de alcaldes pedáneos de 2012 | Elecciones de alcaldes pedáneos de 2012 | Elecciones de alcaldes pedáneos de 2012 |
| Candidato                               | Partido                                 | Votos                                   | %                                       |
| --------------------------------------- | --------------------------------------- | --------------------------------------- | --------------------------------------- |
| Juan Pedro Camarillo                    | Partido Popular                         |                                         | 100,00                                  |

| Elecciones de alcaldes pedáneos de 2016 | Elecciones de alcaldes pedáneos de 2016 | Elecciones de alcaldes pedáneos de 2016 | Elecciones de alcaldes pedáneos de 2016 |
| Candidato                               | Partido                                 | Votos                                   | %                                       |
| --------------------------------------- | --------------------------------------- | --------------------------------------- | --------------------------------------- |
| María Belén Sánchez                     | Independiente                           | 138                                     | 67,65                                   |
| Juan Pedro Camarillo                    | Partido Popular                         | 66                                      | 32,35                                   |